# 基韋斯特 (明尼蘇達州)
基韋斯特（英語：Key West）是位於美國明尼蘇達州波爾克縣的一個非建制地區。

## 歷史
基韋斯特原名為博克斯維爾（Bockersville），1896年改為現稱。基韋斯特的郵局於1892年成立，其後後1910年停運。

## 地理
基韋斯特所處的海拔為高於海平面261米（即856英呎），而該地所採用的時區為UTC-6，即北美中部時區（CST）。同時該地設有夏令時間，為UTC-6調快一小時，即UTC-5（CDT）。